# Perfect Couples
Perfect Couples ist eine US-amerikanische Sitcom von Marc Solakian. Sie handelt von drei Paaren, die versuchen, die perfekte Beziehung zu führen. Ihre Erstausstrahlung erfolgte vom 20. Dezember 2010 bis zum 7. April 2011 auf NBC, wobei die letzten zwei Episoden der Serie nur online auf Hulu.com veröffentlicht wurden.

## Handlung
Die Serie handelt von der Paaren Vance und Amy, Rex und Leigh sowie von Dave und Julia. Die Paare befinden sich alle in verschiedenen Stadien ihrer Beziehungen. 
Dave und Julia werden in der Serie als das „normale“ Paar geführt. Sie haben einen geregelten Tagesablauf, welcher aus arbeiten, schlafen und Zeit miteinander verbringen besteht. Allerdings strapaziert Dave seine Frau, indem er versucht, seine Frau und seinen Freund Vance möglichst gleich zu behandeln.
Amy und Vance führen eine Beziehung, in der jeder sowohl die guten als auch die schlechten Seiten seines Partners erlebt. In ihrer Beziehung gibt es viel Streit, allerdings haben sie ein ziemlich aktives Sexualleben.
Rex und Leigh halten sich für das „perfekte“ Paar. Sie haben alle Kurse, die sie zum Thema Beziehung finden konnten, besucht. Das hat zur Folge, dass sie sich für Experten in Sachen Beziehungen halten. Des Weiteren konzentrieren sie sich deswegen mehr auf die Beziehungen anderer als auf ihre eigene. Rex empfindet dies als Katharsis für seinen Geist, da er früher viel gefeiert hat. Leigh dagegen sieht sich als Oberhaupt der Gruppe, weswegen sie allen Ratschläge erteilt.

## Besetzung

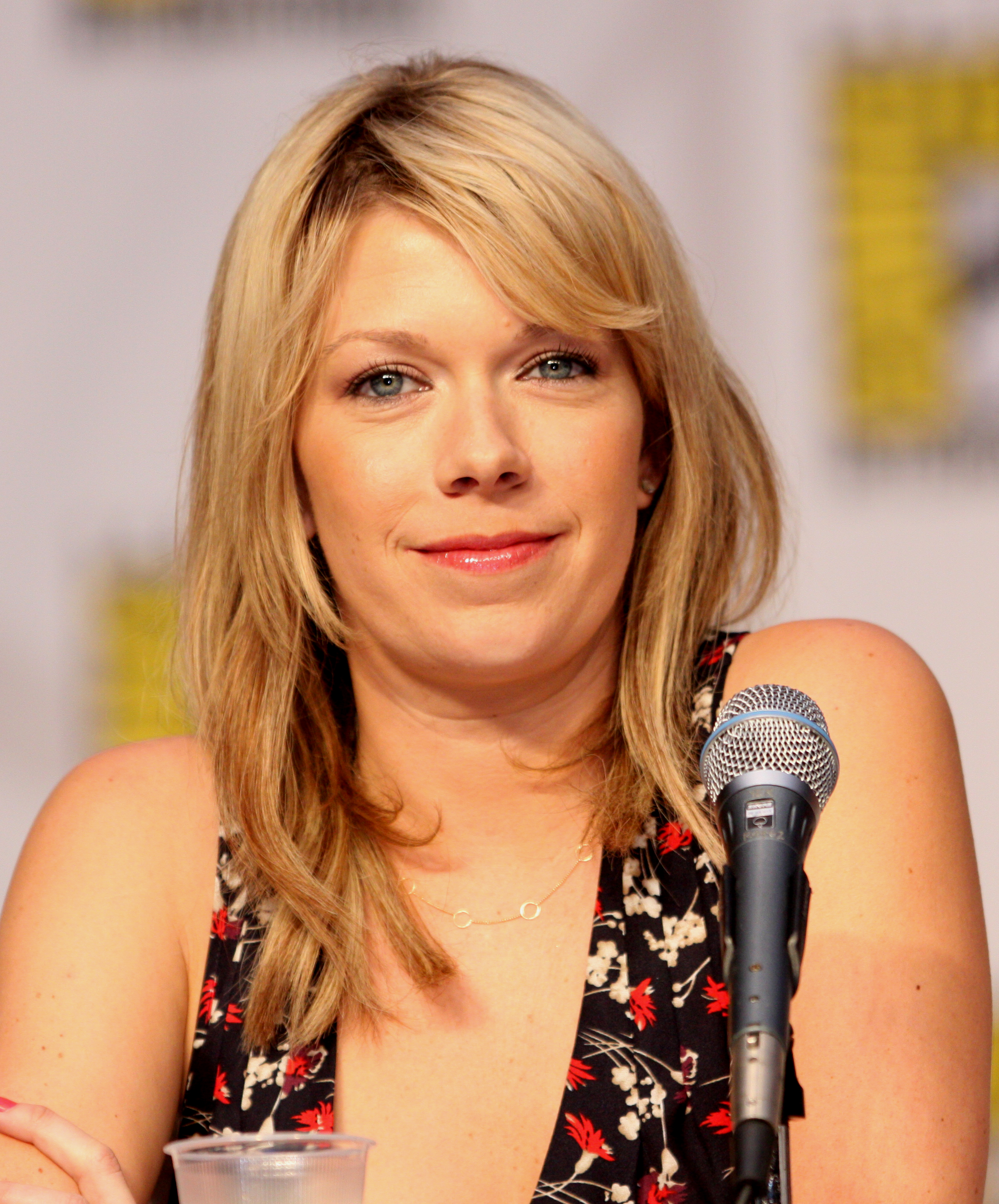
Mary Elizabeth Ellis spielte Amy
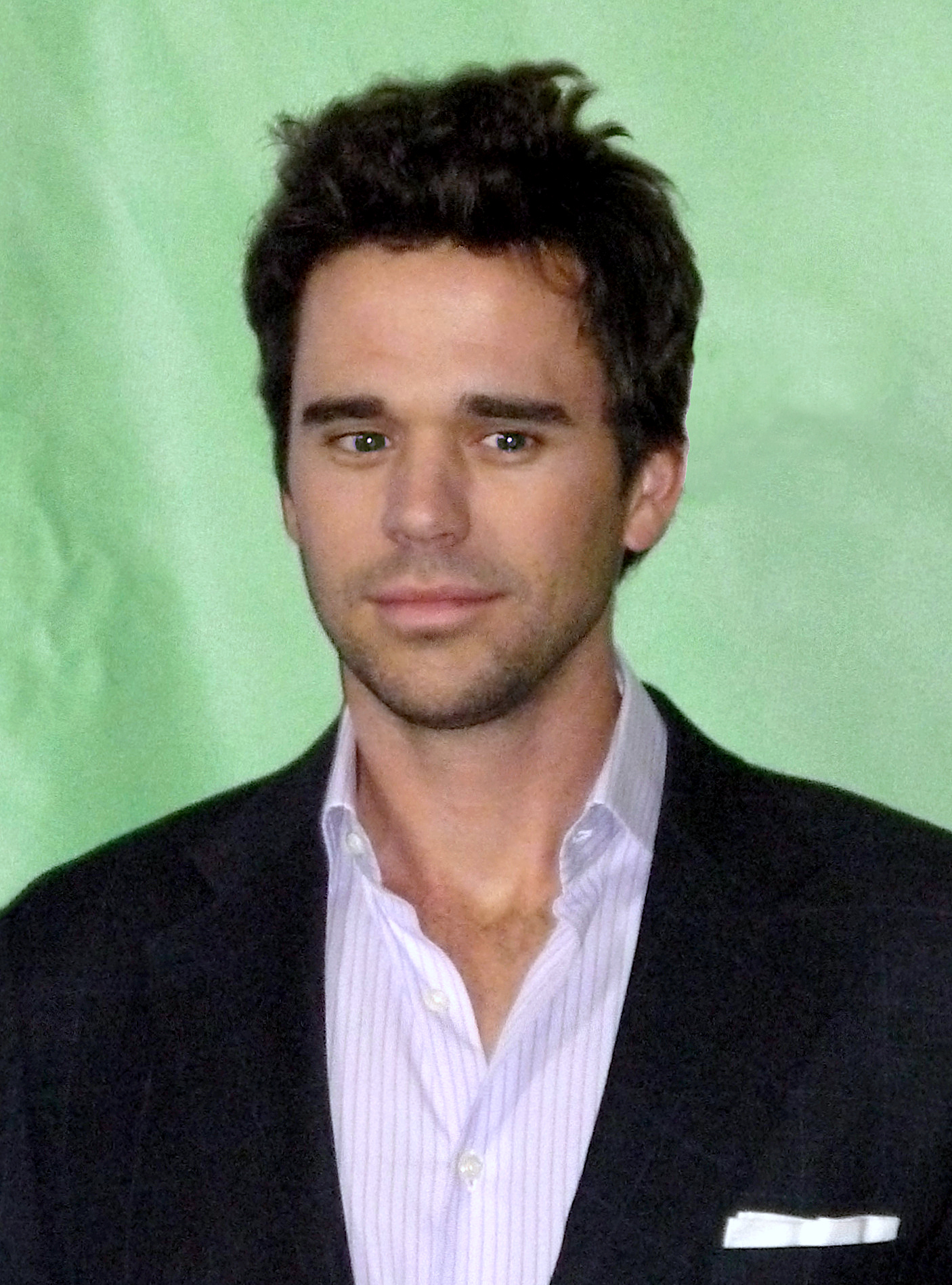
David Walton spielte Vance
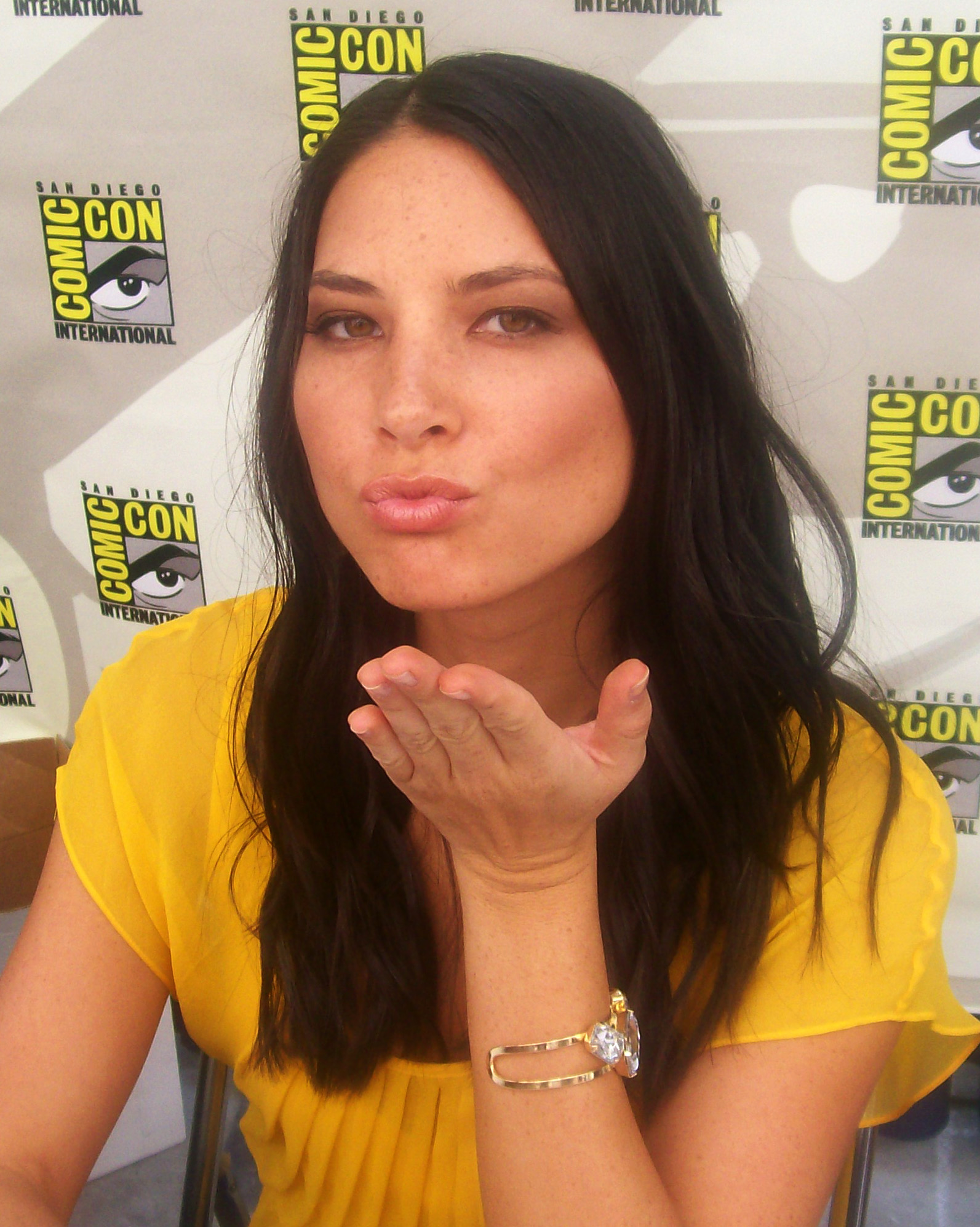
Olivia Munn spielte Leigh

| Rolle    | Schauspieler         | Hauptrolle (Episoden) | Nebenrolle (Episoden) |
| -------- | -------------------- | --------------------- | --------------------- |
| Dave     | Kyle Bornheimer      | 1–13                  |                       |
| Julia    | Christine Woods      | 1–13                  |                       |
| Amy      | Mary Elizabeth Ellis | 1–13                  |                       |
| Vance    | David Walton         | 1–13                  |                       |
| Rex      | Hayes MacArthur      | 1–13                  |                       |
| Leigh    | Olivia Munn          | 1–13                  |                       |
| Isabella | Nicolette Robinson   |                       | 2, 4, 12–13           |

## Episodenliste
| Nummer | Originaltitel    | Erstausstrahlung  |
| 01     | Perfect Tens     | 20. Dezember 2010 |
| 02     | Pilot            | 20. Januar 2011   |
| 03     | Perfect Proposal | 27. Januar 2011   |
| 04     | Perfect Health   | 3. Februar 2011   |
| 05     | Perfect Jealousy | 10. Februar 2011  |
| 06     | Perfect Crime    | 17. Februar 2011  |
| 07     | Perfect House    | 24. Februar 2011  |
| 08     | Perfect Job      | 17. März 2011     |
| 09     | Perfect Lies     | 24. März 2011     |
| 10     | Perfect Exes     | 31. März 2011     |
| 11     | Perfect Wedding  | 7. April 2011     |
| 12     | Perfect Pants    | Nur Online        |
| 13     | Perfect Daughter | Nur Online        |

## Ausstrahlung
Die Pilotfolge der Serie wurde am 20. Dezember 2010 als Preview bei NBC gesendet. Die reguläre Ausstrahlung begann am 20. Januar 2011. Nach der Ausstrahlung der elften Episode am 7. April 2011 wurde die Serie frühzeitig vom Programmplatz genommen. Als Grund wurden die kathastropalen Einschaltquoten von nur knapp drei Millionen Zuschauern und einen Zielgruppenrating von um die 1,0. Im darauffolgenden Monat folgte daraufhin die Einstellung der Serie von NBC.